# Saber Mohamed Hasan
Saber Mohamed Saleh Hasan (arab. ‏صابر محمد صالح حسن‎, ur. 9 lipca 1967) – bahrajński kolarz szosowy, uczestnik igrzysk olimpijskich.
Hasan reprezentował Bahrajn podczas igrzysk olimpijskich 1992 odbywających się w Barcelonie. Wystąpił w jeździe drużynowej na czas razem z Jameelem Kadhemem, Jamalem Ahmedem Al-Doserim i Mamdoohem Al-Doserim. Bahrajńczycy zajęli wówczas 22. miejsce pośród 30 reprezentacji biorących udział w konkurencji. Wystartował także w wyścigu indywidualnym ze startu wspólnego, którego nie ukończył.